# Premier League de Baloncesto de Arabia Saudita 2020-21
La Premier League de Baloncesto de Arabia Saudita 2020-21 es la edición número 43 de la Premier League de Baloncesto de Arabia Saudita, la primera división del baloncesto profesional de Arabia Saudita. La temporada regular comenzó el 6 de diciembre de 2020.

## Equipos
| Equipo           | Ciudad  |
| ---------------- | ------- |
| Al Ahli          | Yeda    |
| Al Hilal         | Riad    |
| Al Ansar         | Medina  |
| Al Fateh         | Al-Hasa |
| Al Safa of Safwa | Safwa   |
| Ohud Medina      | Medina  |
| Al Ittihad       | Yeda    |
| Al Wahda         | La Meca |
| Al Nasr          | Riad    |
| Al Nahdha        | Khobar  |

## Clasificación
|                                                                                  | Equipo           | J | G | P | PF  | PC  | DP   |
| -------------------------------------------------------------------------------- | ---------------- | - | - | - | --- | --- | ---- |
| 1                                                                                | Al Nasr          | 9 | 7 | 2 | 709 | 635 | 74   |
| 2                                                                                | Al Hilal         | 9 | 7 | 2 | 683 | 637 | 46   |
| 3                                                                                | Al Wahda         | 9 | 6 | 3 | 657 | 547 | 110  |
| 4                                                                                | Ohud Medina      | 9 | 6 | 3 | 724 | 667 | 57   |
| 5                                                                                | Al Fateh         | 9 | 6 | 3 | 691 | 642 | 49   |
| 6                                                                                | Al Ittihad       | 9 | 4 | 5 | 618 | 645 | -27  |
| 7                                                                                | Al Ahli          | 9 | 3 | 6 | 603 | 609 | -6   |
| 8                                                                                | Al Ansar         | 9 | 3 | 6 | 620 | 684 | -64  |
| 9                                                                                | Al Safa of Safwa | 9 | 2 | 7 | 583 | 699 | -116 |
| 10                                                                               | Al Nahdha        | 9 | 1 | 8 | 544 | 667 | -123 |
| Fuente: Premier League de Baloncesto de Arabia Saudita; actualización automática |                  |   |   |   |     |     |      |